# Natja (vattendrag i Belarus, lat 52,86, long 26,67)
Natja (vitryska: Нача) är ett vattendrag i Belarus. Det ligger i den centrala delen av landet, 130 km sydväst om huvudstaden Minsk.
Omgivningarna runt Natja är en mosaik av jordbruksmark och naturlig växtlighet. Runt Natja är det ganska glesbefolkat, med 38 invånare per kvadratkilometer.